# Worms-Pfiffligheim
Pfiffligheim (mundartl. Piffelkum, Aussprache ˈpivəlgum) ist eine Ortschaft im rheinhessischen Wonnegau und bereits seit 1898 Stadtteil der kreisfreien Stadt Worms.

## Geographie
Pfiffligheim schließt unmittelbar an die westliche Innenstadt von Worms an. Im Norden grenzt Pfiffligheim an die Pfrimm mit dem Pfrimmpark, offiziell Karl-Bittel-Park, und den Stadtteil Hochheim. Im Süden reicht der Ort bis an die Strecke der Rheinhessenbahn, an der sich früher auch ein Haltepunkt befand. In westlicher Richtung gelangt man, dem Flusslauf folgend, zunächst an den nordwestlich gelegenen Stadtteil Leiselheim und danach ab der A 61, welche an der Stadtteilgrenze mit der Talbrücke Pfeddersheim das Tal der Pfrimm überspannt, zum weiter westlich gelegenen Pfeddersheim.
Die Pfiffligheimer Gemarkungsgrenzen gehen zum Teil erheblich über die nördliche und auch über die westliche Stadtteilgrenze hinaus. Im Süden liegt der Stadtteil Horchheim und im Osten geht es übergangslos nach Worms hinein, wobei hier aus Pfiffligheimer Sicht die Stadtteilgrenze zum Teil über die Gemarkungsgrenze hinausgeht. Die Gemarkungsfläche beträgt 463 ha. Das sind 4,3 % der Gesamtfläche von Worms inkl. Stadtteile.

## Geschichte

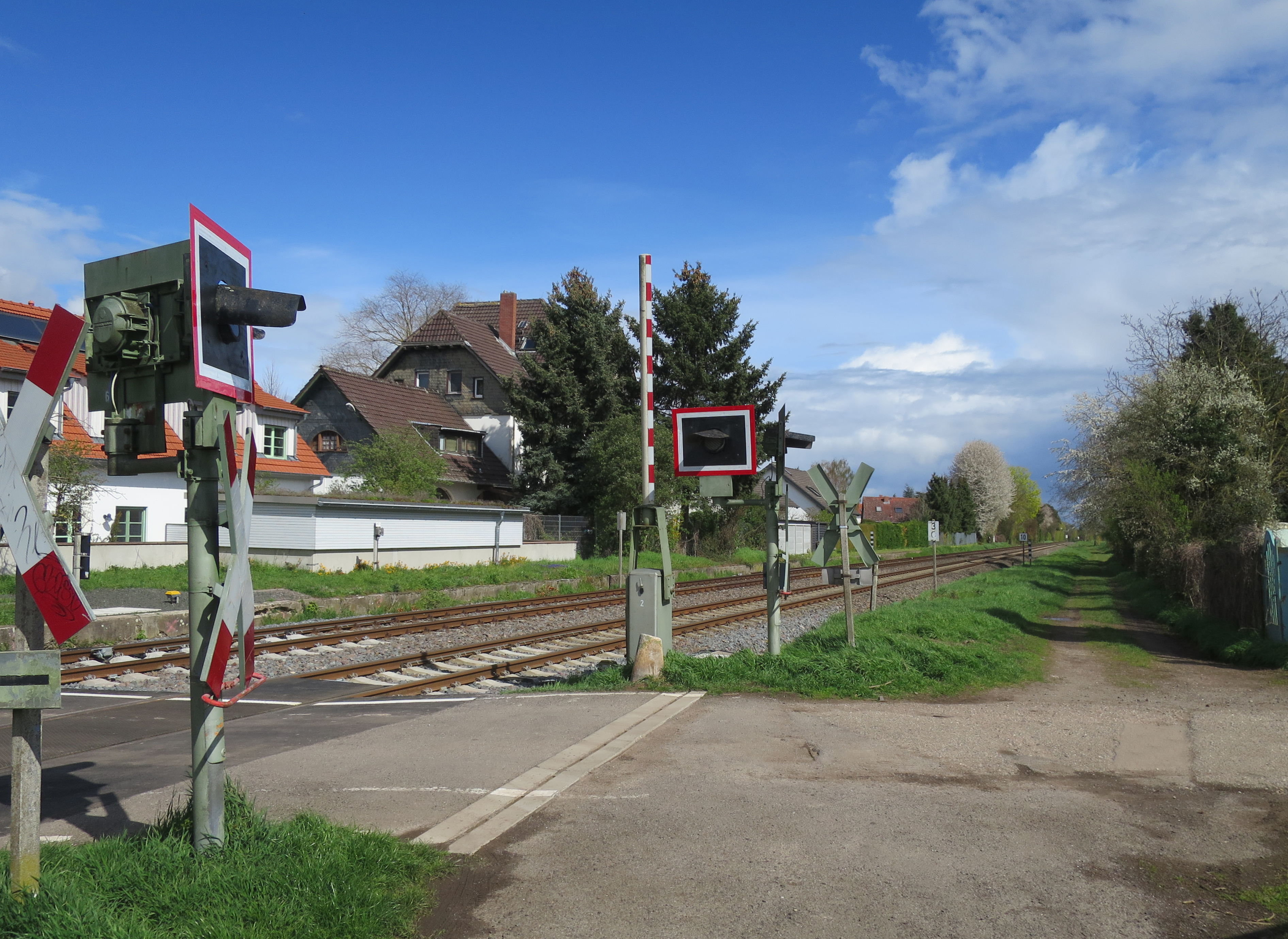
Übergang über die Rheinhessenbahn, im Hintergrund das Empfangsgebäude des ehemaligen Haltepunkts

Erstmals 1068 urkundlich unter dem Namen Phephilineheim erwähnt, kann Pfiffligheim auf eine äußerst lange Dorf- und Siedlungsgeschichte zurückblicken. Ab etwa 1000 v. Chr. kann eine Dauerbesiedlung nachgewiesen werden. Keltische Wohngruben mit ihren Pfostenlöchern sowie zahlreiches keramisches Material fanden sich an der Donnersbergstraße, oberhalb der Pfrimm.
Die ehem. Pfarrkirche St. Stephanus unterstand dem Bistum Worms, wurde erstmals 1141 erwähnt und 1836 abgerissen. Bischof Reinhard von Rüppurr bezeichnete sie in einer Urkunde vom 1. Juni 1522 als „wegen ihres Alters dem Ruin geweiht“ und unterstützte ihre Renovierung durch einen Kollektenbrief und die Gewährung eines Ablasses. Sie lag unweit des jetzt noch erhaltenen gotischen Portals mit Mannpforte (im Scheitel bezeichnet „1425“), das einst zum historischen Friedhof führte, den man 1863 aufließ. Das Portal ist das älteste erhaltene Bauwerk des Ortes und liegt in der Straße Am Kochenberg.
Sowohl im Dreißigjährigen Krieg als auch später im Pfälzischen Erbfolgekrieg wurde Pfiffligheim völlig zerstört. Eine 1698, neun Jahre nach dem Erbfolgekrieg angeordnete Bevölkerungserhebung weist in Pfiffligheim nur noch 33 Familien mit 160 Personen nach. Um 1700 erbauten die Pfiffligheimer ein Rathaus. Die evangelische Pfarrkirche mit einem malerischen Zwiebelturm wurde 1722 erbaut. Nachdem der Ort durch den Vergleich zwischen Kurfürst Johann Wilhelm von der Pfalz und seinem Bruder Bischof Franz Ludwig von Worms im Jahr 1705 zur Kurpfalz gekommen war, wurde es dem Oberamt Alzey unterstellt und blieb bei der Kurpfalz bis zu den politischen Umwälzungen zu Ende des 18. Jahrhunderts. Nach der Abtretung des Linken Rheinufers an Frankreich im Jahr 1801 kam Pfiffligheim unter französische Verwaltung. Im Juli 1816 kam das Dorf zum Großherzogtum Hessen. Gleichzeitig mit dem Vorort Hochheim und nur kurz nach Neuhausen wurde Pfiffligheim 1898 zum 29. Juni 1898 in die Stadt Worms eingemeindet. Schon 1864 erhielt das Dorf seinen Eisenbahnanschluss mit einem Haltepunkt an der Bahnstrecke Worms–Bingen Stadt. 1907 wurde der Haltepunkt nach der Eingemeindung von Pfiffligheim in Worms-Pfiffligheim umbenannt.
Die neu errichtete Wormser Straßenbahn kam 1906 mit einer Gleisführung durch die Donnersbergstraße und die Landgrafenstraße nach Pfiffligheim. Mit zwei Haltestellen (eine an der Wehrgasse und der Endpunkt am Rathaus) brachte die Straßenbahn die endgültige Anbindung an die Stadt Worms. 1956 wurde der Straßenbahnverkehr auf Busverkehr umgestellt.
Seit 1994 wird dem Ort durch die Wahl eines Ortsvorstehers wieder eine gewisse Eigenständigkeit zurückgebracht. Amtsinhaber ist derzeit Ernst-Dieter Neidig (SPD).

### Name
Seinen Namen verdankt der Ort dem Franken Pephilo, der Pfiffligheim um 500 n. Chr. in Besitz nahm und hier sein Heim erbaute.

### Wappen
Blasonierung: In Silber eine blaue Ortsmarke. Wolfssense mit rechtwinkliger Vierung oben vorne am Stiel, unten beseitet von zwei roten Sternen.

## Einwohnerentwicklung
| Datum | Einwohner |
| ----- | --------- |
| 1898  |           |
| 2012  | 3.386     |

## Politik

### Ortsbeirat
Für den Stadtteil Worms-Pfiffligheim wurde ein Ortsbezirk gebildet. Dem Ortsbeirat gehören elf Beiratsmitglieder an, den Vorsitz im Ortsbeirat führt der direkt gewählte Ortsvorsteher.
Zum Ortsbeirat siehe die Ergebnisse der Kommunalwahlen in Worms.

### Ortsvorsteher
Jochen Egelhof (CDU) wurde im Sommer 2024 Ortsvorsteher von Pfiffligheim. Bei der Kommunalwahl am 9. Juni 2024 hatte er sich in der Stichwahl mit einem Stimmenanteil von 54,5 % gegen die SPD-Mitbewerberin durchgesetzt, nachdem im ersten Wahlgang am 9. Juni keiner der ursprünglich drei Bewerber eine ausreichende Mehrheit erreicht hatte.
Egelshofs Vorgänger Ernst-Dieter Neidig (SPD) war bei der Wahl 2024 nicht mehr als Ortsvorsteherkandidat angetreten.

## Sehenswürdigkeiten und Kultur

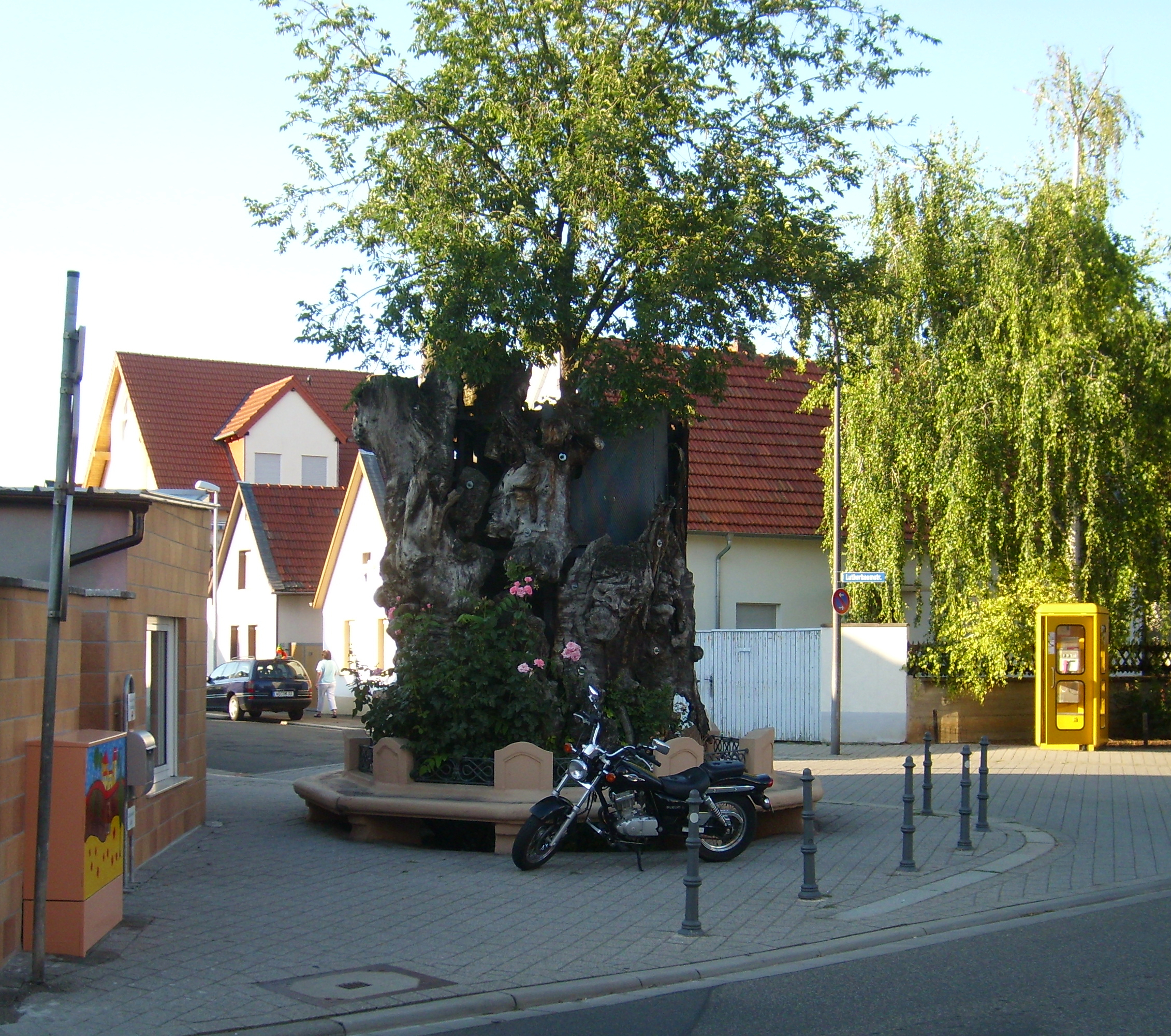
Der Lutherbaum in einer Aufnahme von 2010

Ein historisches Wahrzeichen von Pfiffligheim ist der Lutherbaum, eine Ulme, deren Stamm heute noch als Denkmal gepflegt wird. Sie war mit über 30 m Höhe und einer Breite von 9 m eine der größten Ulmen überhaupt und übertraf in Höhe und Breite die Ulme in Schimsheim und die Ulme von Hampstead in Middlesex, Südengland, die als die größte Ulme der Welt bezeichnet wurde.
Siehe auch
Liste der Kulturdenkmäler in Worms-Pfiffligheim

## Veranstaltungen
Am Wochenende des letzten Sonntags im Juli findet seit 1987 alljährlich in Piffelkum die Kerb statt.
Von Freitag bis Montag gibt es ein buntes Treiben durch die Kerwestraße und den Höfen mit tausenden Gästen und mehreren Livebands. Feste Bestandteile der Kerb in Piffelkum sind am Samstag der Häuserschmückwettbewerb, am Sonntag der Festumzug, und zum Ausklang am Montag das Schubkarrenrennen.